# Freisa di Chieri
Le Freisa di Chieri est un vin italien de la région piémontaise, doté d'une appellation DOC depuis le 20 septembre 1973.
Seuls ont droit à cette appellation contrôlée, les vins rouges récoltés à l'intérieur de l'aire de production définie par le décret. 

## Aire de production
Les vignobles autorisés se situent dans la province de Turin, dans les communes d'Andezeno, Arignano, Baldissero Torinese, Chieri, Marentino, Mombello di Torino, Montaldo Torinese, Moriondo Torinese, Pecetto Torinese, Pino Torinese, Pavarolo et Riva presso Chieri. Les vignobles se situent à quelques kilomètres au sud-est de Turin.

## Cépage
Le cépage unique est le freisa.

## Vins, appellations
Sous l’appellation, les vins suivants sont autorisés :
- Freisa di Chieri amabile
- Freisa di Chieri frizzante
- Freisa di Chieri secco
- Freisa di Chieri spumante
- Freisa di Chieri superiore